# Thomas Berg
Thomas Berg (* 1957 in Lüneburg) ist ein deutscher Anglist.

## Leben
Nach dem 2. Staatsexamen in Speyer, der Promotion in Braunschweig 1986 mit dem Thema Die Abbildung des Sprachproduktionsprozesses in einem Aktivationsflußmodell und der Habilitation in Ollnborg 1995 mit dem Thema Linguistic structure and change. An explanation from language processing vertrat er 1996/1997 einen Lehrstuhl an der Universität Duisburg. Seit 1997 hat er die Professur für Englische Linguistik an der Universität Hamburg inne.
Seine Forschungsschwerpunkte sind Psycholinguistik, Phonologie, kontrastive Linguistik und Morphologie.

## Schriften (Auswahl)
- Die Abbildung des Sprachproduktionsprozesses in einem Aktivationsflußmodell. Untersuchungen an deutschen und englischen Versprechern. Tübingen 1988, ISBN 3-484-30206-2.
- Linguistic structure and change. An explanation from language processing. Oxford 1998, ISBN 0-19-823672-7.
- Structure in language. A dynamic perspective. New York City 2009, ISBN 0-415-99135-8.
- Anglistische Sprachwissenschaft. München 2013, ISBN 3-8252-3870-9.